# 安帕托峰
安帕托峰（西班牙語：Ampato，可能源自克丘亚语hamp'atu或源自艾马拉语 jamp'atu，不过两者均为“青蛙”的意思）是秘鲁南部安第斯山脉一座海拔6,288-（20,630-英尺）的休眠层火山。它位于阿雷基帕西北约70—75（43—47英里）处，是南北火山链的一部分，包括瓦尔卡瓦尔卡火山和萨班卡亚火山，历史上最后一个活跃的火山。
安帕托火山由三个火山锥组成，它们位于一个古老的被侵蚀的火山建筑的顶部。它们是由熔岩流依次挤压形成的，但安帕托也有过爆炸性的喷发，在周围的景观中沉积了火山灰、火山砾和浮石。一个年轻的熔岩流比现在早一万七千±六千年，但一个顶部的熔岩圆顶更年轻，周围泥炭沼泽的全新世火山灰层可以证明最近发生过火山爆发。

## 外部連結
- Ampato on Summitpost （页面存档备份，存于）